# Craig Mazin
Craig Mazin (Brooklyn, Nueva York; 8 de abril de 1971) es un guionista y director de cine estadounidense.

## Biografía
Cuando era más joven, se mudó al municipio de Marlboro (Nueva Jersey), y asistió a la escuela Freehold High School. Se graduó de la licenciatura de Psicología en la Universidad de Princeton en 1992. Actualmente reside en Los Ángeles.

## Trayectoria
A mitad de los años 90, comienza a trabajar como supervisor de los guiones y como productor de varias películas de la compañía Walt Disney.
A partir del año 2000, trabajó con las compañías Dimension Films y Miramax Films, firmando títulos como Scary Movie 3 y Scary Movie 4.
En 2004, fue elegido presidente de la junta de directores de la Writers Guild of America, West, terminando su mandato en septiembre de 2006.
En 2008, escribió y dirigió una película dedicada a la parodia de superhéroes, Superhero Movie.

## Filmografía
- The Last of Us (2023): Creador y productor-guionista
- Chernobyl (2019): Creador y coproductor
- The Hangover Part III (2013): guionista
- Turkeys (2012): productor
- The Hangover Part II (2011): guionista
- Superhero Movie (2008): actor, director, productor y guionista.
- Scary Movie 4 (2006): productor
- The Specials (2000): director y coproductor
- School for Scoundrels (2006): productor ejecutivo
- Scary Movie 3 (2003): guionista
- Senseless (1998): guionista
- RocketMan (1997): guionista

## Enlaces
- Ficha en IMDb.com

- Datos: Q1138605